# Nephrotoma xizangensis
Nephrotoma xizangensis är en tvåvingeart som beskrevs av Yang 1987. Nephrotoma xizangensis ingår i släktet Nephrotoma och familjen storharkrankar. Inga underarter finns listade i Catalogue of Life.